# Witów (Gorce)
Witów (720 m, 723 m) – pokryte polami wzniesienie znajdujące się w Gorcach. Wznosi się nad miejscowościami Mszana Górna, Niedźwiedź i Podobin. Znajduje się w grzbiecie oddzielającym dolinę Mszanki od doliny Porębianki i jej dopływu Koniny. Prócz Witowa w grzbiecie tym wyróżnia się wzniesienia: Kocia Górka (602 m), Góra Spyrkowa (711 m), Kobylica (648 m), Pieronka (738 m) i Markowy Groń (638 m).
Najstarsza wzmianka o tym szczycie pochodzi z kodeksu małopolskiego napisanego w 1254 roku w języku starogermańskim. Nazwa szczytu w tym zapisie figuruje jako: Witowizal (Witowy Dział). W okresie wielkiego przeludnienia Podhala (od połowy XIX w. do II wojny światowej) na całym wzniesieniu, podobnie, jak i innych w całych okolicach, znajdowały się pola orne i łąki. Po 1980 r. wskutek nieopłacalności ekonomicznej coraz bardziej zaprzestawano użytkowania tych pól i obecnie już tylko nieliczne poletka są zaorywane lub koszone. Większość wzniesienia pokrywają niekoszone trawy. O tym, że były tutaj pola orne świadczą już tylko miedze i zagony.
Wskutek braku zalesienia z grzbietu Witowa rozciągają się widoki obejmujące cały horyzont. Nie prowadzi tędy żaden szlak turystyczny, jednak z miejscowości u podnóża Witowa istnieją polne drogi, którymi można wyjść na grzbiet.
U podnóża szczytu znajduje się przysiółek wsi Niedźwiedź o tej samej nazwie. Przez pewien czas lokalizacja ta była odrębną wsią.

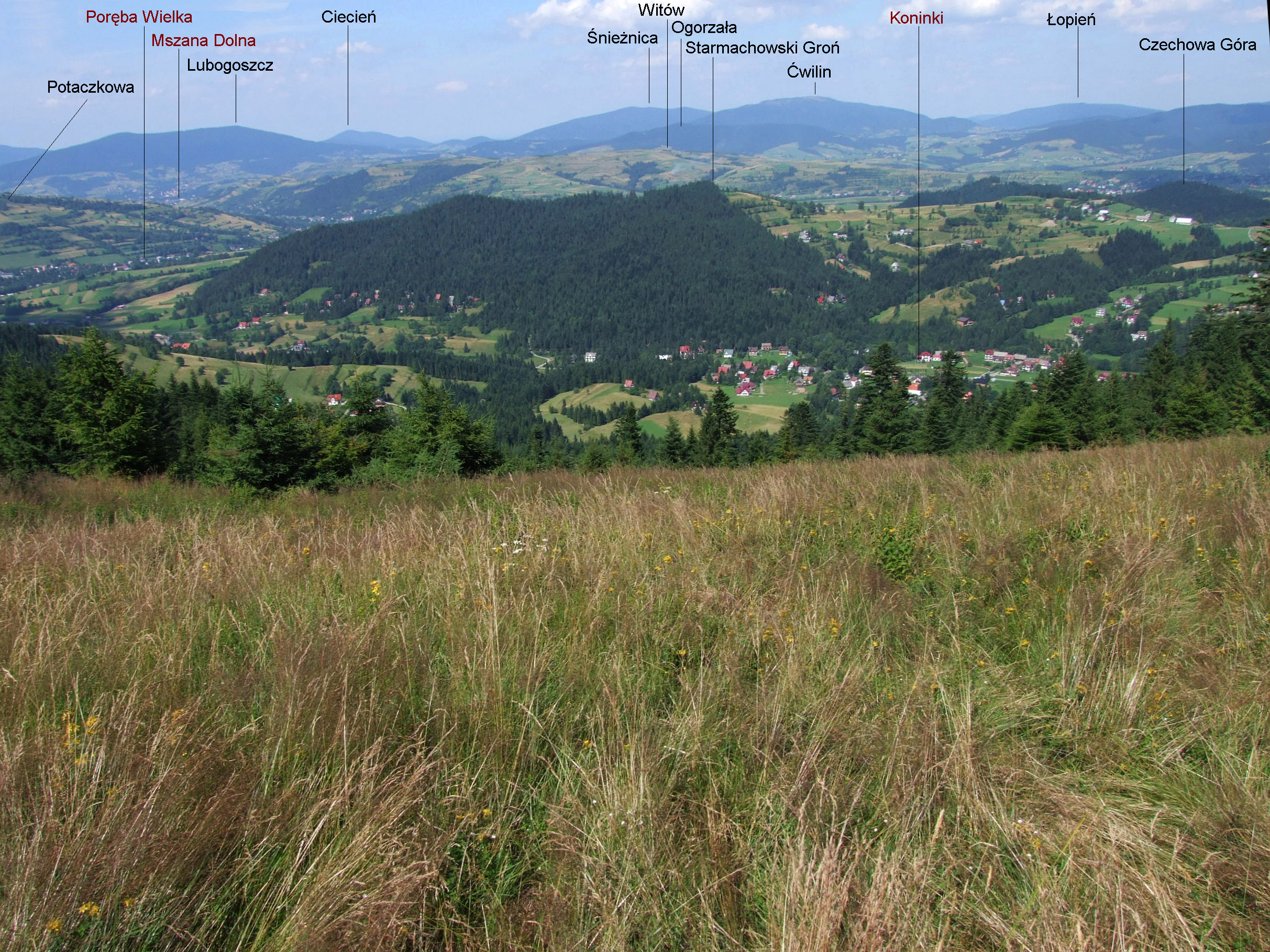
Widok z polany Jaworzyna Porębska w Gorcach